# Veterinary Parasitology
Das Veterinary Parasitology (Abkürzung Vet. Parasitol.) ist eine veterinärparasitologische Fachzeitschrift unter Peer Review. Sie ist offizielles Organ der American Association of Veterinary Parasitologists (AAVP), des European Veterinary Parasitology College (EVPC) und der World Association for the Advancement of Veterinary Parasitology (WAAVP). In Veterinary Parasitology werden Artikel zu Prävention, Pathologie, Behandlung, Epidemiologie und Bekämpfung von Parasiten aller Haustiere publiziert. Studien zu Labortieren werden nur veröffentlicht, wenn sie als Krankheitsmodell für Haustiere dienen. Arbeiten zu Parasitosen mit einer lediglich lokalen Bedeutung werden nicht akzeptiert, für diese existiert ein Ableger: Veterinary Parasitology: Regional Studies and Reports.
Vet. Parasitol. ist eine Hybridzeitschrift, Beiträge können sowohl klassisch als auch unter open access veröffentlicht werden. Für letzteres wird eine Gebühr von 3.300 USD (Stand Februar 2024) erhoben.
Der Impact Factor beträgt 2,64, der h-Index 138.